# Friedrich Jeckeln
Friedrich Jeckeln, född 2 februari 1895 i Hornberg, död 3 februari 1946 i Riga, var en tysk SS-Obergruppenführer och general i Waffen-SS och polisen. I egenskap av Högre SS- och polischef var Jeckeln bland annat ansvarig för massakrerna i Kamjanets-Podilskyj och Babij Jar i Ukraina och i Rumbula-skogen i Lettland. Jeckeln organiserade massmord på fler än 100 000 judar, slaver, romer och andra för Tredje riket misshagliga personer. Efter andra världskriget ställdes han inför rätta som krigsförbrytare och avrättades.

## Biografi
Friedrich Jeckeln var son till fabriksägaren Friedrich Heinrich Theodor Jeckeln (1852–1899), som härstammade från Weilmünster, och Emma Rosine Trautwein (född 1874). Jeckeln lämnade skolan 1911 och praktiserade på flera fabriker, innan han 1912 studerade en termin teknik vid Polytechnikum i Köthen. Året därpå tog han värvning i kejserliga armén och stred i början av första världskriget som batteriofficer i 76:e artilleriregementet på västfronten. År 1916 blev han svårt sårad och förflyttades till Luftwaffe. Jeckeln ingick 1918–1919 i frikåren Grenzschutz Ost som bland annat bekämpade revolter i Posen och Schlesien.
Jeckeln gifte sig 1918 med Charlotte Hirsch och blev förvaltare på en av sin svärfars gårdar. Under denna tid gick han med i den nationalistiska och antisemitiska Jungdeutscher Orden, som var en av de största paramilitära organisationerna under Weimarrepubliken. Det blev dock snart bråk mellan Jeckeln och svärfadern. Med tiden kom Jeckeln att vända sig från sin fru och umgicks med före detta officerare, där han, som han själv uttryckte det, "tidvis i hög grad var slav under alkoholen". Han lämnade svärfaderns gård och skilde sig från sin fru 1926. Under de följande åren försökte Jeckeln att etablera sig inom ett annat yrke. Han gifte om sig, men hamnade i svåra penningbekymmer på grund av gamla skulder hos sin förre svärfar och underhållsskyldigheter gentemot sin förra fru och parets tre barn. Jeckeln beskriver denna tid i sitt liv: "Jag var djupt nedbruten och ekonomiskt ruinerad, jag kunde inte skapa mig en existens."
I denna situation anslöt han sig 1929, under den begynnande ekonomiska krisen, till Nationalsocialistiska tyska arbetarepartiet (NSDAP) och två år senare blev han medlem i Schutzstaffel (SS). När hans frånskilda hustru i ett brev till Heinrich Himmler klagade på att hennes förre make låg efter med underhållet, svarade Jeckeln bland annat följande:
| ” | Endast i ett fritt Tyskland kommer även jag att ha möjlighet att gottgöra allt det som framkallades av folkets och fosterlandets nedgång. | „ |

### Fristaten Braunschweig

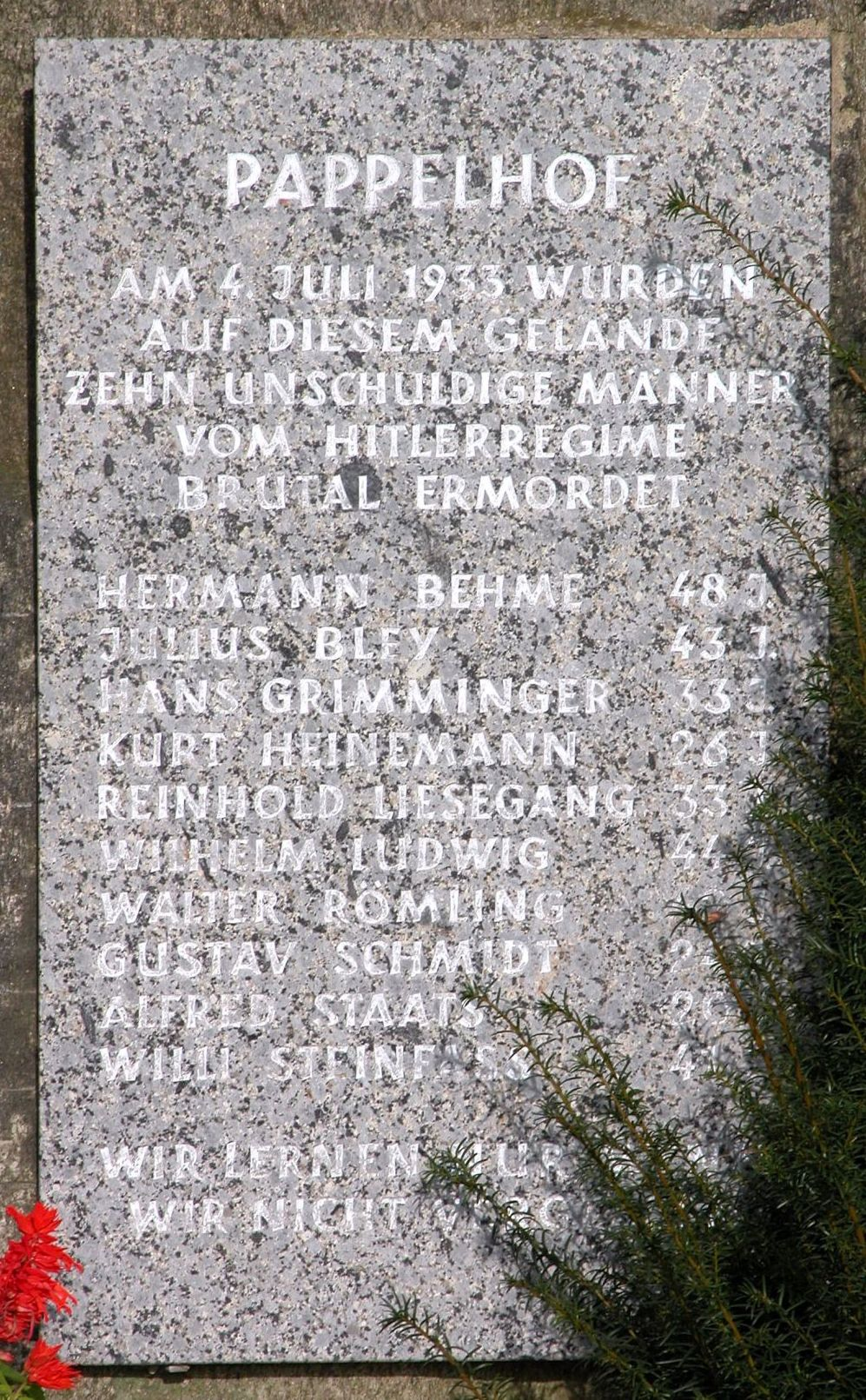
Minnessten över de tio mördade kommunisterna.

År 1931 blev Jeckeln befordrad till Standartenführer (överste) och fick befäl över 17:e SS-regementet. Året därpå låg han bakom ett bombattentat mot överborgmästaren i Braunschweig Ernst Böhmes (SPD) bostad; Böhme klarade sig oskadd. Den 20 juni 1933 utnämnde Dietrich Klagges, ministerpresident i Fristaten Braunschweig, Jeckeln till chef för Gestapo, Landespolizei och Schupo i Braunschweig. Klagges intention med denna utnämning var att säkerställa ett nära samarbete mellan SS och polisen.
Jeckeln, som har beskrivits som hänsynslös och brutal, förföljde obevekligt politiska motståndare, särskilt kommunister, socialdemokrater och fackföreningsmedlemmar. Tillsammans med SS-officeren Friedrich Alpers, som var justitie- och finansminister i Fristaten Braunschweig, och Dietrich Klagges var Jeckeln huvudansvarig för de så kallade Riesebergmorden i juli 1933, då tio KPD- och SPD-medlemmar misshandlades och mördades. Jeckeln försäkrade sig om att morden inte utreddes ordentligt. Jeckeln lät även mörda en avfällig SS-man.
Natten mellan den 9 och den 10 november 1938 iscensatte nazisterna Kristallnatten, rikstäckande pogromer mot judar och judiska affärsverksamheter. I Braunschweig och Hannover koordinerades det antijudiska våldet av SS-Obergruppenführer Jeckeln.

### Andra världskriget
I juni 1938 utnämndes Jeckeln till Högre SS- och polischef (Höhere SS- und Polizeiführer, HHSPF) i ämbetsområdet "Mitte" med tjänstesäte i Braunschweig och som sådan rapporterade han direkt till Reichsführer-SS Heinrich Himmler. Två år senare blev han Högre SS- och polischef i "West" med säte i Düsseldorf. I samband med Frankrikefälttåget var han bataljonskommendör inom SS-Division Totenkopf.
Den 22 juni 1941 anföll Tyskland sin tidigare bundsförvant Sovjetunionen och inledde Operation Barbarossa. Enligt Adolf Hitler innebar kriget mot Sovjetunionen ett ideologiskt förintelsekrig och den ”judisk-bolsjevikiska intelligentian” måste elimineras. Efter de framryckande tyska arméerna följde Einsatzgruppen, mobila insatsgrupper. Chefen för Reichssicherheitshauptamt, Reinhard Heydrich, gav insatsgrupperna i uppdrag att mörda judar, romer, partisaner, politiska kommissarier (så kallade politruker) och andra personer som ansågs hota Tredje rikets säkerhet. I samband med inledningen av Operation Barbarossa utsågs Jeckeln till Högre SS- och polischef i "Russland-Süd" med högkvarter i Kiev. Jeckeln kom att samarbeta med Einsatzgruppe C och dess befälhavare Otto Rasch i organiserandet och genomförandet av massmord. I slutet av juli 1941 beordrade Jeckeln sina enheter ur Ordnungspolizei och Wehrmacht till Novohrad-Volynskyj för att där mörda samtliga judar mellan 16 och 60 års ålder. Han flög dit i sitt Fieseler Storch plan och organiserade massakern. Jeckelns enheter tog även del i massakern i Berdytjiv i augusti samma år.
Kamjanets-Podilskyj
I området kring staden Kamjanets-Podilskyj i sydvästra Ukraina konfronterades den tyska armén med 14 000–15 000 judar som hade deporterats från Ungern. Generalkvartermästaren Eduard Wagner förklarade att armén omöjligen skulle kunna försörja dessa. Jeckeln föreslog då att man skulle arkebusera de ungerska judarna samt omkring 10 000 judar som redan fanns i regionen. Han försäkrade att aktionen skulle vara fullbordad senast den 1 september. Mellan den 27 och den 30 augusti 1941 sköts omkring 23 600 judiska män, kvinnor och barn ihjäl i ett skogsområde utanför Kamjanets-Podilskyj. Förövare var 320:e bataljonen vid Ordnungspolizei och Jeckelns personliga stabskompani (Stabskompanie), tillhörigt Einsatzgruppe C. Inom kort organiserade Jeckeln även omfattande massakrer i Berdytjiv och Zjytomyr.

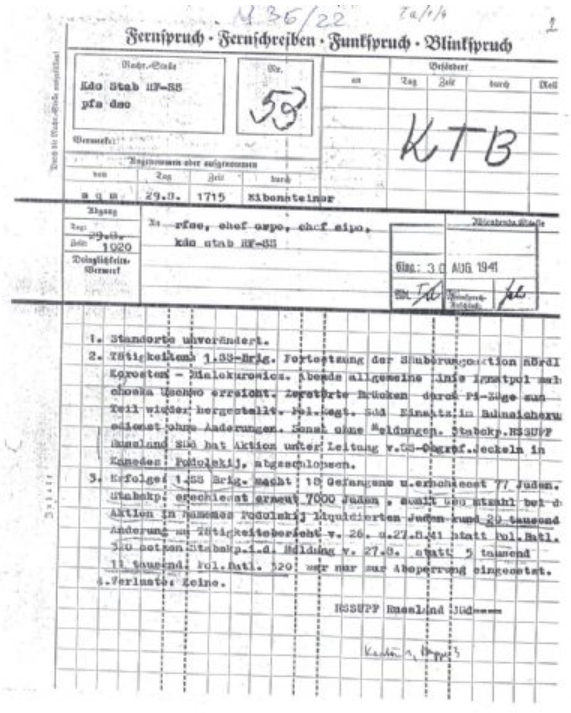
Friedrich Jeckelns rapport den 29 augusti 1941 om 20 000 dödade i Kamjanets-Podilskyj.

Vid massavrättningarna i Ukraina utvecklade Jeckeln ett system, kallat "Sardinenpackung-systemet", vilket syftade till att förenkla arbetet för medlemmarna i Einsatzgruppen och ta vara på gravutrymmet; systemet innebar att offren själva lade sig i massgraven, så att mördarna slapp göra detta. Jeckelns stab utgjordes av olika specialister för olika moment i mördandet; det fanns bland annat Genickschussspezialisten, nackskottsspecialister. Judarna tvingades att klä av sig och lämna ifrån sig sina kläder och värdesaker. Judarna beordrades att lägga sig med ansiktet nedåt i botten på gropen eller ovanpå de personer som nyligen skjutits. De sköts därpå ihjäl med kulsprutepistoler eller halvautomatiska pistoler. Det var av största intresse för Jeckeln att gravarna fylldes på ett effektivt vis.
Babij Jar

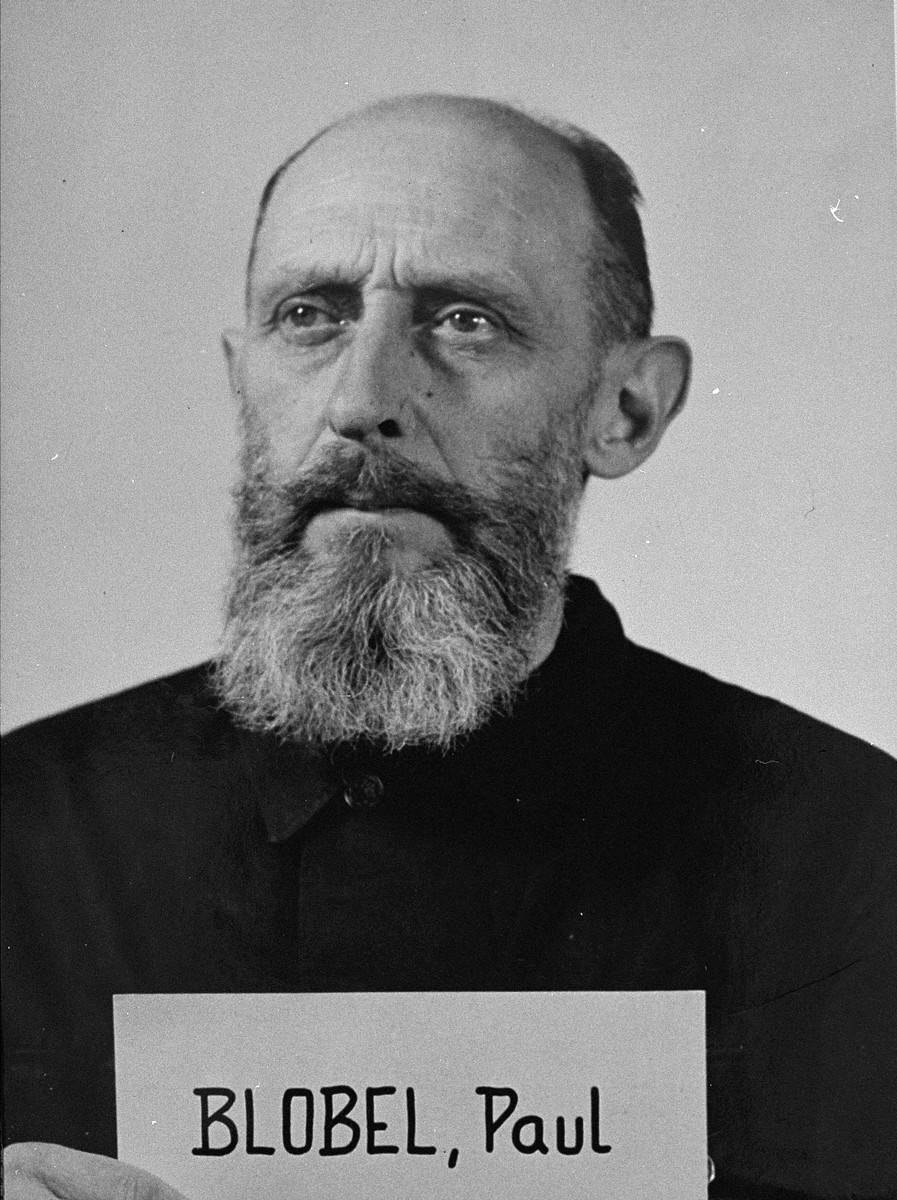
Paul Blobel (fotograferad 1947).

Den 19 september 1941 erövrades Kiev av XXIX. Armeekorps som tillhörde 6. Armee under Walter von Reichenau. Några dagar efter tyskarnas ankomst utförde den sovjetiska säkerhetstjänsten NKVD en rad sabotage som förstörde flera viktiga byggnader som nyttjades av den tyska militärförvaltningen och Wehrmacht. Både militärer och civilister dödades vid dessa aktioner. Den 27 september höll de tyska ockupanterna en konferens, vid vilken beslutades att Kievs judiska befolkning skulle förintas som vedergällning för de av NKVD företagna sabotagen. Närvarande vid mötet var Jeckeln, befälhavaren för Einsatzgruppe C, SS-Brigadeführer Otto Rasch, befälhavaren för Sonderkommando 4a inom Einsatzgruppe C, SS-Standartenführer Paul Blobel och stadskommendanten, generalmajor Kurt Eberhard. Det bestämdes att Blobels Sonderkommando 4a skulle utföra massavrättningarna.
Under förespegling att Kievs judiska befolkning skulle evakueras beordrades de att inställa sig vid järnvägsstationen och ha med sig varma kläder, persondokument, pengar och värdesaker. De personer som infann sig fördes ur staden och till Babij Jar, en ravin, där de tvingades att klä av sig och sedan avrättades med maskingevär. Under två dagar, 29 och 30 september 1941, mördades vid Babij Jar 33 771 ukrainska judar. Delaktiga i massmorden var även trupper ur Wehrmacht, Geheime Feldpolizei, Ordnungspolizei samt ukrainska milismän. Därtill deltog två enheter ur Jeckelns uniformerade polis i massakern.
Jeckeln fortsatte att organisera och övervaka massakrer i Ukraina. Mellan den 13 och den 15 oktober mördade hans enheter omkring 10 000 judar i Dnipropetrovsk. Den 31 oktober utnämnde Himmler Jeckeln till Högre SS- och polischef i ämbetsområdet "Rußland-Nord" med säte i Riga; han efterträdde därmed Hans-Adolf Prützmann. Samtidigt tackade Himmler Jeckeln för dennes insatser:
"Jag uttrycker till Er mitt hjärtliga tack och mitt särskilda erkännande för Er tjänstgöring."
Rumbula

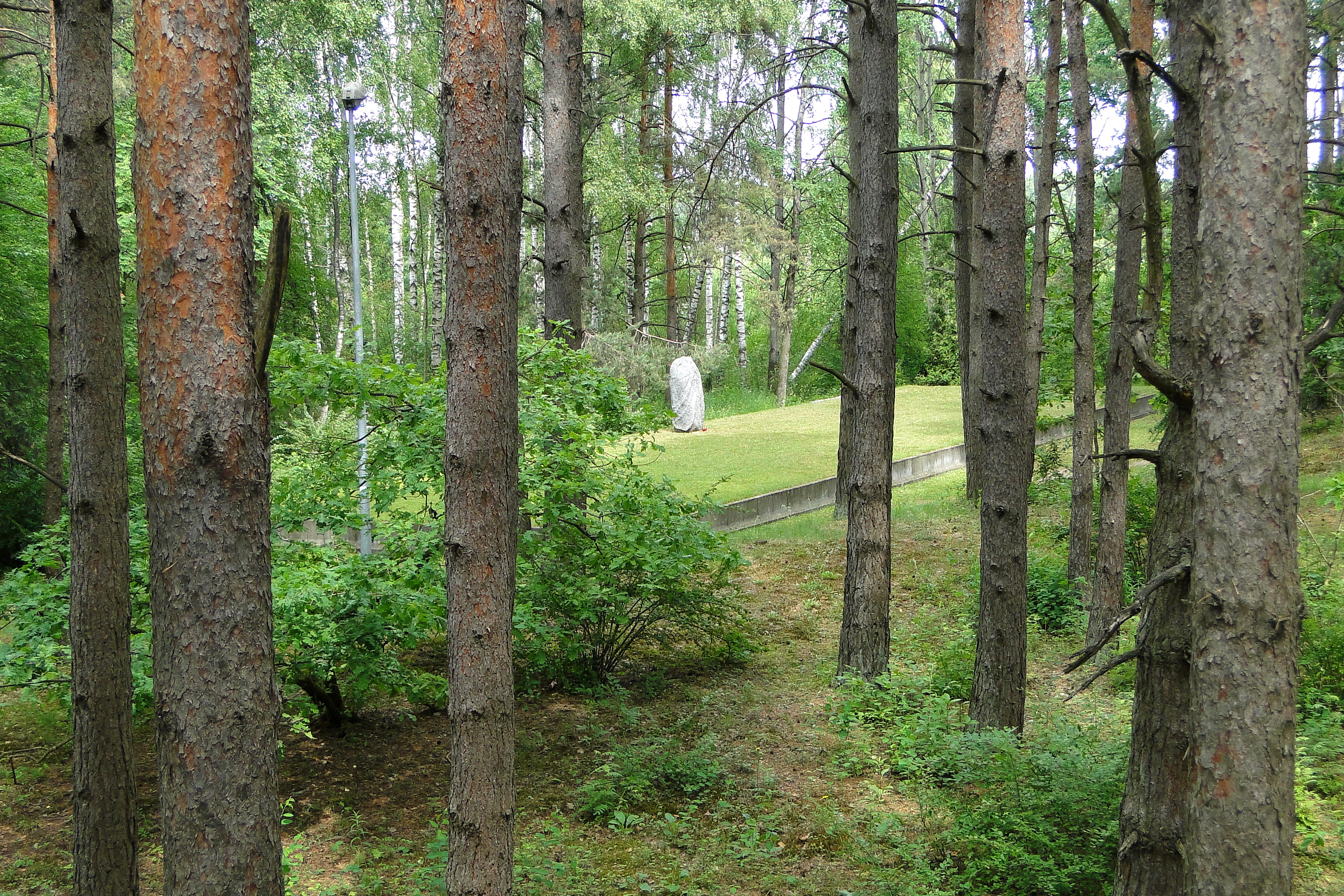
Skogsparti i Rumbula med minnessten som markerar en av massgravarna.

Himmler hade intentionen att förinta de lettiska judarna i Riga så att judar från Tyska riket och Österrike skulle kunna deporteras dit och inhysas i Rigas getto. Den 10 eller den 11 november 1941 hade Himmler och Jeckeln ett möte i Berlin. Himmler beordrade att samtliga lettiska judar skulle utplånas. På morgonen den 30 november tvingades judarna, män, kvinnor och barn, ut ur sina bostäder. De ställdes upp i grupper om cirka 1 000 personer och föstes till avrättningsplatsen i Rumbula, 12 kilometer sydost om Riga. Vid Rumbula hade tre stora gravar förberetts; de hade grävts av sovjetiska krigsfångar. Judarna tvingades att klä av sig och lämna ifrån sig sina kläder och värdesaker. När de var framme vid graven beordrades judarna att lägga sig med ansiktet nedåt i botten på gropen eller ovanpå de personer som nyligen skjutits, i enlighet med "Sardinenpackung-systemet". De sköts därpå ihjäl. Högste ansvarig för massakern var Jeckeln. Bödlar var hans eget manskap samt män ur Einsatzkommando 2 under Rudolf Lange. Den 30 november, "den blodiga söndagen", mördades omkring 10 600 personer.
Reprimand från Himmler
Bland de mördade judarna i Rumbula fanns en tågtransport med omkring 1 000 judar från Berlin. Himmler hade haft en konversation med Reinhard Heydrich om hur man skulle behandla judar från Tyska riket, så kallade Reichsjuden. Den 30 november noterade Himmler efter ett telefonsamtal med Heydrich: "Judetransport från Berlin. Ingen likvidering." När Himmler fick kännedom om att judarna från Berlin ändå hade mördats, skickade han ett radiotelegram till Jeckeln och gav honom en reprimand. Himmler sade, att han i framtiden skulle bestraffa egenmäktiga beslut eller beslut som gick mot hans order.
Den 8 december lät Jeckeln mörda resten av Rigas judar, omkring 17 200 personer. Fördröjningen på en vecka har förbryllat historiker. Richard Rhodes menar, att uppehållet berodde på konflikten mellan Jeckeln och Himmler beträffande de tusen mördade Berlin-judarna den 30 november. Den 4 december kallades Jeckeln till Himmlers högkvarter "Hochwald" i Lötzen i Ostpreussen. Jeckeln hade uppenbarligen inte förstått Himmlers riktlinjer gällande de judar som deporterades från Tyska riket – Reichsjuden. Dessa skulle inte mördas i stor skala som de judar som befann sig i målområdena, t.ex. Riga, Kaunas och Minsk.
Partisanbekämpning
År 1942 hade Jeckeln etablerat full kontroll över samtliga SS- och polisenheter i Reichskommissariat Ostland. I slutet av augusti 1942 inledde han Unternehmen Sumpffieber, som syftade till att krossa de sovjetiska partisanerna i Vitryssland. Unternehmen Sumpffieber innebar även att många getton, bland annat det i Baranavitjy, stängdes och tiotusentals judar mördades. Vid dessa massmord var hela Jeckelns stab delaktig; han lade stor vikt vid detta. Jeckeln var inte någon teknokratisk skrivbordsmördare, utan fanatisk antikommunist och antisemit, som ansåg att det var nödvändigt att förinta alla judar i hela världen.
I början av 1943 beordrade Jeckeln Operation Winterzauber, som innebar fortsatt partisanbekämpning i Vitryssland. Enheter ur Wehrmacht och Einsatzgruppe A assisterades av baltiska kollaboratörer och tillsammans arkebuserade eller deporterade de tusentals vitryska civilpersoner.

### Krigets sista år
År 1944 dog två av Jeckelns söner, den ene på östfronten, den andre i samband med en hjärnhinneinflammation. Jeckeln skrev ett brev till Himmler och avslutar detta:
| ” | Min fru är mycket skakad, själv kan jag bära även hårda slag av ödet utan att göra avkall på min insatsberedskap och arbetsförmåga. | „ |

På detta svarade Himmler bland annat:
| ” | Det är hemskt när ödet drabbar så på en gång. Jag vet att Ni som djupt övertygad nationalsocialist och SS-man sörjer Era båda söner, av vilka den ene ljöt hjältedöden och den andre fick ett så tragiskt slut som barn. Men jag vet också att Ni alltid förblir densamme, okuvad och insatsberedd. | „ |

I februari 1945 utsågs han till befälhavare för V. SS-Freiwilligen-Gebirgskorps, en Waffen-SS-kår, som sattes in mot Röda arméns Wisła-Oder-operation.

### Rättegång

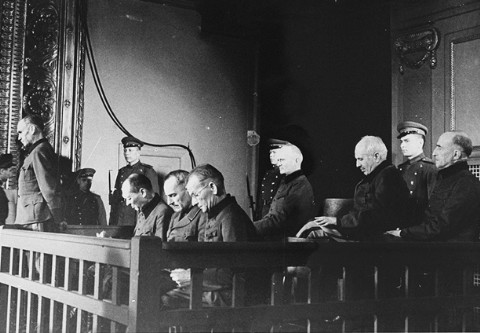
Friedrich Jeckeln (längst till vänster) inför rätta i Riga.

Jeckeln greps av sovjetiska trupper i närheten av Halbe den 28 april 1945. Under tiden i fångenskap blev han noggrant förhörd av sovjetiska militärer. I slutet av januari 1946 ställdes Jeckeln och sex andra militärer inför rätta inför en sovjetisk militärdomstol i Riga: generallöjtnant Wolfgang von Ditfurth (1879–1946), generallöjtnant Albrecht Digeon von Monteton (1887–1946), generalmajor Hans Küpper (1891–1946), generalmajor Bronislaw Pawel (1890–1946), generallöjtnant Siegfried Ruff (1895–1946) och generalmajor Friedrich Werther (1890–1946). Jeckeln erkände sitt ansvar för massmorden på judarna, men hävdade att han hade handlat på order från högre ort, bland andra Himmler. Samtliga åtalade dömdes till döden för krigsförbrytelser och brott mot mänskligheten. Jeckeln och de sex andra till döden dömda avrättades genom hängning i närheten av floden Daugava i centrala Riga.

## Populärkultur
Friedrich Jeckeln förekommer i Jonathan Littells historiska roman De välvilliga.

## Befordringshistorik
Friedrich Jeckelns befordringshistorik
- Anwärter: 1 december 1930
- Sturmbannführer: 31 mars 1931 (inträdde i SS med denna tjänstegrad)
- Standartenführer: 22 juni 1931
- Oberführer: 20 september 1931
- Gruppenführer: 4 februari 1933
- Obergruppenführer: 13 september 1936
- Obergruppenführer und General der Polizei: 26 juli 1940
- Obergruppenführer und General der Waffen-SS und Polizei: 1 juli 1944

## Utmärkelser
Friedrich Jeckelns utmärkelser
- Riddarkorset av Järnkorset
  - Riddarkorset: 27 augusti 1944
  - Eklöv: 8 mars 1945
- Tyska korset i guld: 19 december 1943
- Järnkorset av första klassen: 12 maj 1942
- Tilläggsspänne till Järnkorset av andra klassen: oktober 1941
- Järnkorset av andra klassen: 1914
- Krigsförtjänstkorset av första klassen med svärd
- Krigsförtjänstkorset av andra klassen med svärd
- Såradmärket i silver: 27 juni 1942
- Såradmärket i svart: 1918
- Östfrontsmedaljen: 29 juni 1942
- Ärekorset
- Badens tjänsteutmärkelse
- NSDAP:s partitecken i guld: 30 januari 1939
- NSDAP:s tjänsteutmärkelse i silver
- Braunschweigmötets utmärkelse (Abzeichen des SA-Treffens Braunschweig 1931)
- SS tjänsteutmärkelse
- Polisens tjänsteutmärkelse av tredje klassen
- SS Hederssvärd
- SS-Ehrenring (Totenkopfring)

## Befäl
- Högre SS- och polischef Mitte med säte i Braunschweig: 28 juni 1938 – 11 juli 1940
- Högre SS- och polischef West med säte i Düsseldorf: 12 juli 1940 – 29 juni 1941
- Högre SS- och polischef Rußland-Süd med säte i Kiev: 23 juni 1941 – 11 december 1941
- Högre SS- och polischef Rußland-Nord med säte i Riga: 1 november 1941 – maj 1945
- V. SS-Freiwilligen-Gebirgskorps: 1 mars – 8 maj 1945